# Cedric Maxwell
Pour les articles homonymes, voir Maxwell.
Cedric Maxwell est né le 21 novembre 1955 en Caroline du Nord. Surnommé « Max » ou « Cornbred », il est champion NCAA en 1977 avant de commencer une carrière de basketteur professionnel chez les Celtics de Boston où il effectue la majorité de sa carrière.
Tireur efficace, il est aussi un joueur décisif dans les playoffs, aux côtés des stars des Celtics, Larry Bird, Kevin McHale et Robert Parish. Il remporte le titre de meilleur joueur des finales en 1981. Son maillot, le n°31 a été retiré le 15 décembre 2003 par les Boston Celtics.

## Carrière universitaire
Maxwell est une star pendant sa carrière universitaire aux 49ers de Charlotte de l'université de Caroline du Nord à Charlotte. Il est le sixième meilleur marqueur de points de l'histoire de l'équipe universitaire et son maillot numéro 33 a été retiré en 1977 lorsqu'il mène l'équipe de l'UNC Charlotte au Final Four NCAA.

## Carrière en NBA

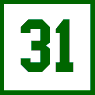
Son numéro 31, retiré par les Celtics

Lors de la saison NBA 1979-1980, les Celtics de Boston recrutent Larry Bird qui devient un pilier de l'équipe et termine la saison avec le titre de recrue de l'année. De son côté, Cedric Maxwell termine avec le meilleur taux de réussite au tir du championnat avec 61 %. Il est le joueur ayant le meilleur ratio offensif (Offensive Rating) lors de cette même saison (120,9) et lors de la saison suivante (123,5).
Lors des finales 1981 qui termine le 14 mai 1981 après six rencontres entre les Celtics de Boston et les Rockets de Houston, la franchise de Maxwell gagne le titre de champion NBA après une ultime victoire 102 à 91. En plus de cette récompense collective, Cedric Maxwell est préféré à Larry Bird pour le titre de meilleur joueurs des finales.
Il est l'un des piliers de l'équipe lors des finales 1983-1984 contre les Lakers de Los Angeles. Lors du septième match décisif des finales NBA de 1984, il met 24 points pour aider son équipe à l'emporter.
Après avoir perdu les finales NBA en 1985 contre les Lakers de Los Angeles, il est échangé le 6 septembre 1985 contre Bill Walton et un tour de draft et termine sa carrière en portant les maillots des Clippers de Los Angeles puis des Rockets de Houston en 1988 après un nouvel échange contre deux tours de drafts.
Cedric Maxwell prend sa retraite à la fin de la saison 1987-1988 après avoir marqué 10 465 points et pris 5 261 rebonds en NBA en onze saisons pour une moyenne de 12,5 points et 6,3 rebonds par match.